# Право на храну
Право на храну, и његове варијације, је људско право које штити право људи да се хране достојанствено, што подразумева да је доступно довољно хране, да људи имају средства да јој приступе и да она адекватно задовољава прехрамбене потребе појединца. Право на храну штити право свих људских бића да буду слободна од глади, несигурности у вези са храном и неухрањености. Право на храну подразумева да владе имају обавезу да поделе довољно бесплатне хране само гладним примаоцима како би обезбедиле егзистенцију, али не подразумева универзално право на храну. Такође, ако су људи лишени приступа храни из разлога који су ван њихове контроле, на пример, зато што су у притвору, у време рата или након природних катастрофа, право захтева од владе да директно обезбеди храну.
Право је изведено из Међународног пакта о економским, социјалним и културним правима  који има 170 држава потписница од априла 2020. Државе које потпишу пакт слажу се да предузму кораке у максималним размерама својих расположивих ресурса како би постепено постигле пуну реализацију права на адекватну храну, како на националном тако и на међународном нивоу. У укупно 106 земаља право на храну се примењује или путем уставних аранжмана различитих облика или путем директне применљивости у праву различитих међународних уговора у којима је право на храну заштићено.
На Светском самиту о храни 1996. године, владе су поново потврдиле право на храну и обавезале се да ће преполовити број гладних и неухрањених са 840 на 420 милиона до 2015. године. Међутим, број се повећао последњих година, достигавши озлоглашени рекорд 2009. године од више од милијарду неухрањених људи широм света.
Иако су према међународном праву државе обавезне да поштују, штите и испуњавају право на храну, практичне тешкоће у остваривању овог људског права очигледне су кроз распрострањену несигурност у снабдевању храном широм света и текуће судске спорове у земљама попут Индије. На континентима са највећим проблемима везаним за храну — Африци, Азији и Јужној Америци — не само да постоји несташица хране и недостатак инфраструктуре, већ и неравномерна дистрибуција и неадекватан приступ храни.
Иницијатива за мерење људских права мери право на храну за земље широм света, на основу њиховог нивоа прихода.